# آنا دايز
آنا دايز (بالإسبانية: Ana Díez)‏ هي كاتبة سيناريو ومخرجة إسبانية، ولدت في 1957 في تطيلة في إسبانيا.

## وصلات خارجية
- آنا دايز على موقع IMDb (الإنجليزية)
- آنا دايز على موقع ألو سيني (الفرنسية)
- آنا دايز على موقع أول موفي (الإنجليزية)
- آنا دايز على موقع قاعدة بيانات الفيلم (الإنجليزية)
- آنا دايز على موقع كينوبويسك (الروسية)